# Бондаренко Альона Володимирівна
Альо́на Володи́мирівна Бондаре́нко (нар. 13 серпня 1984, Кривий Ріг, Україна) — українська тенісистка. Альона народилася в тенісній родині: батько — Володимир і мама — Наталія грали в теніс. Займається тенісом з 5 років. У Альони є дві сестри: старша Валерія й молодша Катерина — також професіональні тенісистки. Тренується під керівництвом матері.

## Тенісна кар'єра
У 2005 році вона дебютувала на Відкритому чемпіонаті Австралії, де програла вже в першому матчі сіяній під шостим номером Єлені Дементьєвій з Росії, 6:3, 6:3. Через два тижні, вона змогла вперше пробитися у чвертьфінал великого турніру WTA у Патаї, Таїланд, де програла фіналістці Анні-Лені Гронефельд із Німеччини.
Наступного тижня після цього в Гайдерабаді Альона, посіяна під № 9, досягла свого першого фіналу, але програла в трьох напружених сетах Санії Мірзі. Після цієї події Альона ввійшла в сотню найкращих рейтингу WTA. Залишок 2005 вона провела успішно. Вона часто заявлялася на великі турніри WTA, де досягала високих результатів.
У 2006 році Альона закріпилася в першій п'ятдесятці рейтингу WTA. Вона досягла трьох чвертьфіналів у Гобарті, Бангалуру і Празі відповідно, і півфіналу в Рабаті (Rabat). Вона також виграла титул ITF в окрузі Оранж (Каліфорнії).
Бондаренко виграла свій перший титул WTA 1 жовтня 2006 у Люксембурзі, вигравши по ходу сітки в Марі П'єрс 6:3, 6:3 у першому колі й швидкої Франчески Ск'явоне, посіяної під номером 5, у фіналі з рахунком 6:3, 6:2.
7 травня 2007 року вона програла у фіналі Жустін Енен у Варшаві, Польща, на турнірі II категорії 6:1, 6:3. У півфіналі вона перемогла Світлану Кузнєцову.
На Вімблдонському турнірі 2007 року Альона вийшла в третє коло, і, попри програш від швейцарки Патті Шнідер 4:6, 6:3, 6:8, одержала в особистий рейтинг 90 балів, що підняло її на 22 позицію, побивши рекорд Наталії Медведєвої початку 90-х.
Найвище досягнення Альони в турнірах Великого шолому в одиночних змаганнях — вихід у четверте коло Відкритого чемпіонату Австралії ц 2010 році
Сестри Альона і Катерина Бондаренко 25 січня 2008 року виграли Відкритий чемпіонат Австралії з тенісу в парному розряді, обігравши у фіналі дует білоруски Вікторії Азаренка та представниці Ізраїлю Шахар Пеєр.
Перший сет виграли суперниці українок із рахунком 6:2. У 2-му сеті сестри зуміли переломити хід поєдинку, і перемогли з рахунком 6:1, в третьому сеті, зуміли закріпити успіх — 6:4.
У 2011 році через низку травм вирішила завершити кар'єру.
У 2015 році в Альони Бондаренко народився син.
У 2016 році Альона Бондаренко повертається у професійний теніс. Першим турніром для неї стануть змагання ITF в Італії.

## WTA й ITF титули (15)

### Одиночні (6)
| Легенда              |
| Великого шолома (0)  |
| I Категорії(0)       |
| II Категорії (1)     |
| III Категорії (0)    |
| IV & V Категорії (1) |
| ITF (5)              |

| No. | Дата            | Турнір                      | Покриття | Супротивник         | Рахунок     |
| 1.  | 30 червня 2002  | ITF / Фонтанафредда, Італія | Ґрунт    | Мара Сантанджело    | 6-3 6-0     |
| 2.  | 7 вересня 2003  | ITF / Жуковський, Росія     | Ґрунт    | Савчук Ольга        | 6-2 6-3     |
| 3.  | 25 квітня 2004  | ITF / Барі, Італія          | Ґрунт    | Бондаренко Катерина | 2-6 6-2 6-4 |
| 4.  | 19 березня 2006 | ITF / Оранж, США            | Хард     | Месбургер Івона     | 6-3 7-5     |
| 5.  | 1 жовтня 2006   | Люксембург, Люксембург      | Хард (I) | Франческа Ск'явоне  | 6-3 6-2     |
| 6.  | 10 вересня 2007 | ITF / Харків, Україна       | Хард     | Манасієва Весна     | 6-1 6-1     |
| 7.  | 16 січня 2010   | WTA / Гобарт, Австралія     | Хард     | Шахар Пеєр          | 6-2 6-4     |

### Пари (11)
| Легенда               |
| Великого шолома (1)   |
| WTA Championships (0) |
| Tier I (0)            |
| Tier II (1)           |
| Tier III (1)          |
| Tier IV & V (0)       |
| ITF Circuit (8)       |

| No. | Дата             | Турнір                                 | Покриття | Партнер             | Супротивники                              | Рахунок       |
| 1.  | 22 травня, 2006  | Стамбул, Туреччина                     | Ґрунт    | Якимова Настасія    | Мірза Саня & Алісія Молік                 | 6-2 6-4       |
| 2.  | 14 жовтня, 2002  | Жуе-ле-Тур, Франція                    | Хард (I) | Валерія Бондаренко  | Міхаела Паштікова Jasmin Wöhr             | 7-6, 4-6, 6-3 |
| 3.  | 1 червня, 2003   | Варшава                                | Ґрунт    | Валерія Бондаренко  | Ірина Кир'янович Ольга Лазарчук           | 6-3, 6-4      |
| 4.  | 7 вересня, 2003  | Жуковський, Росія                      | Ґрунт    | Валерія Бондаренко  | Гульнара Фаттахетдінова Марія Кондратьєва | 6-7, 6-4, 6-3 |
| 5.  | 4 липня, 2004    | Орбетелло, Італія                      | Ґрунт    | Галина Фокіна       | Федак Юліана Леонідівна Андрея Ванк       | 6-7, 6-2, 7-5 |
| 6.  | 25 липня, 2004   | Інсбрук, Австрія                       | Ґрунт    | Галина Фокіна       | Станіслава Грозенска Ленка Немечкова      | 6-2, 6-4      |
| 7.  | 26 вересня, 2004 | Батумі, Грузія                         | Хард     | Галина Фокіна       | Анна Бастрікова Ірина Коткіна             | 6-2, 6-2      |
| 8.  | 19 березня, 2006 | Орандж (Каліфорнія), США               | Хард     | Катерина Бондаренко | Стефані Дюбуа Лілія Остерлог              | 6-2, 6-4      |
| 9.  | 27 травня, 2006  | Стамбул                                | Ґрунт    | Анастасія Якімова   | Саня Мірза Алісія Молік                   | 6-2, 6-4      |
| 10. | 26 січня, 2008   | Відкритий чемпіонат Австралії з тенісу | Хард     | Бондаренко Катерина | Азаренко Вікторія & Шахар Пеєр            | 2-6 6-1 6-4   |
| 11. | 10 лютого, 2008  | Open Gaz de France, Париж, Франція     | Хард     | Бондаренко Катерина | Влідіміра Углірова & Єва Грдінова         | 6-1, 6-4      |